# Holochilus brasiliensis
Il ratto di palude dalle zampe palmate (Holochius brasiliensis) è un roditore del sud-America. Si trova in Argentina, Brasile e Uruguay.